# ロン・J・ジョンストン

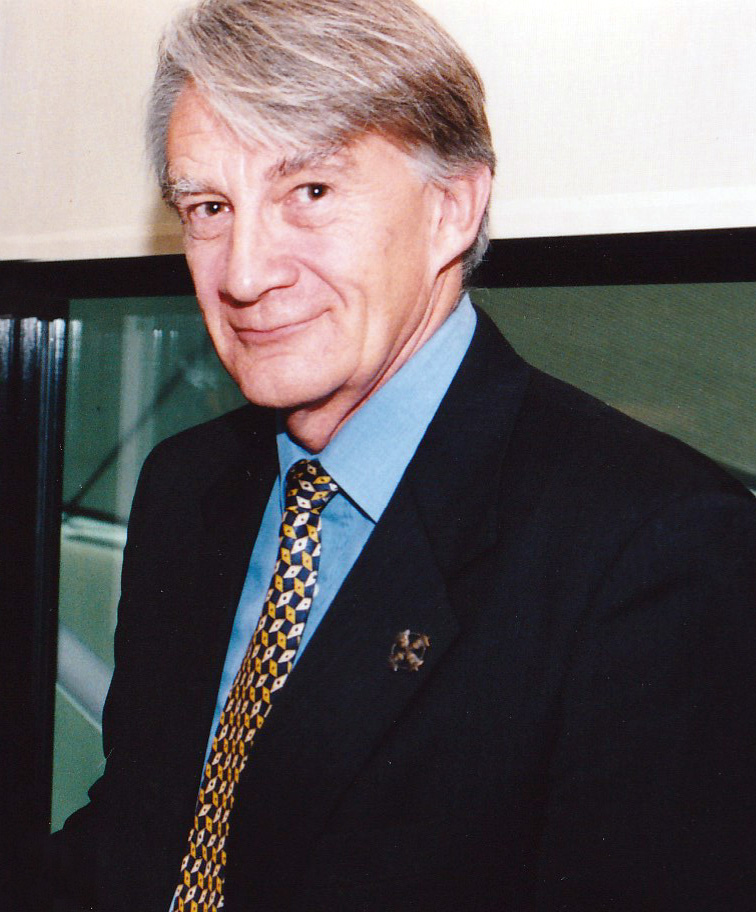
ロン・J・ジョンストン

ロン・J・ジョンストン (Ron J. Johnston)、R・J・ジョンストン (R. J. Johnston)などとして知られる、ロナルド・ジョン・ジョンストン（Ronald John Johnston, OBE, FAcSS, FBA、1941年3月30日 - 2020年5月29日）は、イングランド、スウィンドン生まれのイギリスの人文地理学者で、特に学史や本質論などの地理学の基礎論に取り組んだほか、都市社会地理学や選挙地理学の分野に貢献した。彼の関心領域の広さは、一方で計量的手法を広範囲に用いながら、社会的、政治的な主題について批判地理学的に扱うこともしていたという事実からも明らかである。ジョンストンはまた、非常に生産的な著作家であり、2009年12月の時点で、共著を含めると50冊以上の著書と、800本以上の論文を発表しており、さらに翻訳や改訂版を別々に数えると、編者となっていた論文集は共著者となったものを含めて40冊以上になっていた。編者となった書籍の中には、『The Dictionary of Human Geography』もあり、この辞典の初版から4版まで、ジョンストンは編者代表であった。

## 経歴
1962年に学士、1964年に修士をマンチェスター大学から取得した後、ジョンストンはオーストラリアに渡り、メルボルンのモナシュ大学に学んだ。そこでPnDを取り、勃興しつつあった計量革命に関わるようになった。最初の論文は、都市社会地理学分野においてこの時期に書かれた。1967年から1974年まで、ニュージーランドのクライストチャーチにあるカンタベリー大学で教職に就き、選挙地理学への関心を発展させ始めた。次いで、シェフィールド大学の教授職に任じられた。1979年に最初に刊行した『Geography and Geographers』は、その後、数年おきに改訂が加えられて版を重ね、その様々な版に基づいて4ヶ国語の翻訳書が出版された。同年、ジョンストンは2つの学術誌『Progress in Human Geography』と『Environment and Planning A』の編集委員になった。1981年、ジョンストンが何百もの項目を執筆した『The Dictionary of Human Geography』の初版が刊行された。以降、この分野における権威ある用語辞書としての地位を保っている。シェフィールド大学で学術担当副学長代理 (pro-vice-chancellor for academic affairs) を務めた後、1992年にジョンストンはエセックス大学の副学長となった。1995年、ジョンストンはブリストル大学の教授となった。2006年には『Progress in Human Geography』と『Environment and Planning A』の編集委員をいずれも辞任した。
2020年5月29日夜、心臓発作のため死去。79歳没。

## 評価
ジョンストンは、何十年にもわたって最も頻繁に引用される地理学者のひとりであった。ジョンストンが受賞した権威ある賞の中には、いずれも王立地理学会が授与したマーチソン賞（1985年）、ヴィクトリア・メダル（1990年）、1999年の国際地理学フェスティバルにおいて授与されたヴォートラン・ルッド国際地理学賞、アメリカ地理学会からの生涯功労賞（2009年）などが含まれている。さらに、名誉学位はエセックス大学（D.Univ. 1996年）、モナシュ大学（LL.D. 1999年）、シェフィールド大学（Litt.D. 2002年）、バース大学（Litt.D. 2005年から授与されている。ジョンストンは、1999年に創設された英国社会科学院 (FAcSS) の創設メンバー（後のフェロー）のひとりに選ばれた。2011年の女王誕生記念叙勲において、ジョンストンは学術への貢献により大英帝国勲章 (OBE) を授与された。

## おもな著書

### モノグラフ
- Johnston, R. J. (1971): Urban Residential Patterns: An Introductory Review. London (G . Bell & Sons). ISBN 0-7135-1675-5
- Johnston, R. J. (1976): The world trade system: some enquiries into its spatial structure. London (G . Bell & Sons). 
  - 日本語訳：（森本憲夫 監修、薬師寺洋之・大東和武司 共訳）世界貿易の空間システム、晃洋書房、1981年[3]
- Johnston, R. J. (1978): Multivariate Statistical Analysis in Geography: A Primer on the General Linear Model. London (Longman). ISBN 0-582-48677-7
- Taylor, P. J. and R. J. Johnston (1979): Geography of Elections. Harmondsworth (Penguin). ISBN 0-7099-0056-2
- Johnston, R. J. (1979): Geography and Geographers: Anglo-American Human Geography since 1945. London (Edward Arnold). ISBN 0-7131-6239-2 (7th edition announced for publication in 2010)
  - 第4版に基づく日本語訳：（立岡裕士 訳）現代地理学の潮流 : 戦後の米・英人文地理学説史 上・下、地人書房、1997年/1999年[2]
- Johnston, R. J. (1991): A Question of Place: Exploring the Practice of Human Geography. Blackwell (Oxford). ISBN 0-631-15603-8
  - 日本語訳：（竹内啓一 監訳、高田普久男 訳）場所をめぐる問題 : 人文地理学の再構築のために、古今書院、2002年[1]

### 編著書
- Johnston, R .J. et al. (eds.) (1981): The Dictionary of Human Geography. Oxford (Blackwell). ISBN 0-631-10721-5 (5th edition published in 2009)
- Johnston, R. J., P. J. Taylor and Michael Watts (eds.) (1995): Geographies of Global Change: Remapping the World in the Late Twentieth Century. London (Blackwell). ISBN 0-631-19327-8